# Dialeurodes sepangensis
Dialeurodes sepangensis là một loài côn trùng cánh nửa trong họ Aleyrodidae, phân họ Aleyrodinae.
Dialeurodes sepangensis được Corbett miêu tả khoa học đầu tiên năm 1935.